# Groß Garz
Groß Garz este o localitate din comuna Zehrental din landul Saxonia-Anhalt, Germania.